# Häradsbygden
Häradsbygden är en tätort i Leksands kommun. Tätorten omfattar byarna Mjälgen, Gärde, Hagen, Smedby och Västannor och inkluderar sedan 2015 den tidigare småorten Ytteråkerö.  

## Historia
Häradsbygden omtalas första gången 1325 i ett dombrev där en stenbiørn i heredeno nämns. Det har antagits att namnet kommer från har=år och betyder ungefär byarna på åsen. Frågan är dock inte klar. Byarna låg nämligen tidigare inte på åsen utan ned mot Österdalälven, och i samma dokument från 1325 förekommer ordet heredeno i betydelsen "häradet" (i dativ). Det finns en tradition från 1700-talet som utpekar Åls kyrka som sockenkyrka, och Häradsbygden gränsar i söder mot Åls socken, men kopplingen är svag.
I äldre tid var Häradsbygden en fjärding av Leksands socken, omfattande förutom byarna i dagens Häradsbygden och Ytteråkerö byarna Källberget, Övermo och Yttermo. Den omfattade även den försvunna byn Utby.

### Befolkningsutveckling
| Befolkningsutvecklingen i Häradsbygden 1960–2020 | Befolkningsutvecklingen i Häradsbygden 1960–2020 | Befolkningsutvecklingen i Häradsbygden 1960–2020 | Befolkningsutvecklingen i Häradsbygden 1960–2020 | Befolkningsutvecklingen i Häradsbygden 1960–2020 |
| ------------------------------------------------ | ------------------------------------------------ | ------------------------------------------------ | ------------------------------------------------ | ------------------------------------------------ |
|                                                  |                                                  |                                                  |                                                  |                                                  |
| År                                               |                                                  |                                                  | Folkmängd                                        | Areal (ha)                                       |
| 1960                                             | 1960                                             |                                                  | 747                                              |                                                  |
| 1965                                             | 1965                                             |                                                  | 707                                              |                                                  |
| 1970                                             | 1970                                             |                                                  | 616                                              |                                                  |
| 1975                                             | 1975                                             |                                                  | 533                                              |                                                  |
| 1980                                             | 1980                                             |                                                  | 501                                              |                                                  |
| 1990                                             | 1990                                             |                                                  | 549                                              | 141                                              |
| 1995                                             | 1995                                             |                                                  | 545                                              | 145                                              |
| 2000                                             | 2000                                             |                                                  | 531                                              | 145                                              |
| 2005                                             | 2005                                             |                                                  | 626                                              | 146                                              |
| 2010                                             | 2010                                             |                                                  | 643                                              | 145                                              |
| 2015                                             | 2015                                             |                                                  | 696                                              | 201                                              |
| 2020                                             | 2020                                             |                                                  | 694                                              | 196                                              |
|                                                  |                                                  |                                                  |                                                  |                                                  |

## Tätortens byar

### Västannor
Västannor är den sydligaste av byarna i Häradsbygden, belägen på västra stranden av Västannorstjärn. Det är här man hittat de hittills äldsta kända spåren av bofast bebyggelse i Leksands kommun. Stolphål från ett folkvandringstida hus hittades i samband med vägbyggnation på 1980-talet.
Vid Västannorstjärnens nordöstra strand gjordes fynd av tidigmedeltida träföremål på 1970-talet. Närmare 600 träföremål, huvudsakligen 1200-1300-talen återfanns. Ett av de kändare fynden är ett runbleck som troligen fungerat som relikgömma, med en kristen bön i runskrift.
Byn är annars känd i historiska dokument först 1539. Till skillnad från de andra byarna i Häradsbygden har inte Västannor flyttat sitt läge särskilt mycket. På 1600-talet låg Öster om byn en nu försvunnen by Östannor. Storskifteskartan 1820 anger hela 50 gårdar, och 1896 fanns här så mycket som 69 gårdar. Idag är många hus förvandlade till sommarhus, och en del gårdar har försvunnit, men på det stora hela taget räknas byn som en av de bättre bevarade med de flesta gårdars kringbygda struktur kvarstående och relativt få nybyggda hus i byområdet, och en klassas som ett riksintresse ur bevarandesynpunkt.
Den berömde riksdagsmannen Liss Olof Larsson kom från Lissollasgården i byn.
Vid Västannorstjärn ligger en populär badplats.

### Smedby (eller Smedsarvet)
Smedsarvet är den äldre och korrekta benämningen på byn, som i vardagligt tal idag ofta kallas Smedby, en benämning som blev vanlig från och med 1890-talet.
Byn omtalas första gången 1536. I skattelängden 1539 upptas 2 bönder i byn, 1541 finns här fyra. 1571 upptar Älvsborgs lösen 8 bönder i byn och lika många finns här enligt mantalslängden 1668. Holstenssons karta från samma år har 6 gårdstecken. En jaktplatskarta från 1697 anger 6 gårdar i byn i en tät klunga sydost om Hagtjärn. Idag ligger byn någon kilometer därifrån, nordväst om samma tjärn. Mantalslängden för 1766 anger 9 hushåll, och 1830 var de lika många. Storskifteskartan från 1820-talet visar 12 gårdar, som idag finns kvar på i stort sett samma läge. 1896 fanns hela 28 hushåll i byn, som nu för första gången kallas Smedby. 
Smedby är en av de mindre av Häradsbygdens byar. Första kända omtalande är från 1539. Här fanns tidigare en nykterhetsloge. Ett gammalt bönhus tillhörigt Svenska Missionskyrkan finns i byn, men det används inte längre.

### Hagen
Hagen omtalas första gången i årliga räntan 1539, då det fanns 2 skattebönder här. Det fanns dock även 3 bönder i Offuanhagha, dessas bönder finns och 1541 under Härad, 1545 redovisas två av dem under Haga, och 1549 är två av dem redovisade under Mjälgen. I Älvsborgs lösen 1571 upptas 4 bönder i Hagen. 1668 har mantalslängden endast 2 hushåll under Hagen, medan Holstensson karta från samma år har tre gårdstecken i Hagen. På en jaktplatskarta från 1697 redovisas Hagen som en klunga om fem gårdar strax öster om Hagtjärn. Sedan dess har byn rört sig närmare en kilometer åt väster.
Storskifteskartan från 1820-talet visar 21 gårdar på i stort sett nuvarande bylägen med en tätare klunga strax sydost om Kattloken och spridda gårdar längs byvägen mot Smedsarvet. 1896 års mantalslängd upptar 27 gårdar.

### Gärde
Gärde omtalas första gången 1482. I den äldsta skattelängden 1539 fanns 6 hushåll i byn, under 1540-talet var de dock oftast endast 3-4. I Älvsborgs lösen upptas 6 skattebönder från Gärde. 1668 års mantalslängd upptar 9 hushåll och Holstenssons karta från samma år har lika många gårdstecken. Enligt fäbodinventeringen 1663-64 hade Gärde del i Skinnaråsens fäbodar.
1766 fanns 27 hushåll i Mjälgen, och 1830 var de 28.
I Gärde ligger Leksandsbröds fabrik, och här fanns tidigare en livsmedelsaffär, brandstation, en järnvägsstation, såg m. m.
Vid Bäckenhamn fanns från 1920-talet och fram till 1950-talet en färja över Dalälven till Ullvi.
I Gärde finns Leksandsbröds spisbrödsfabrik.

### Mjälgen
Mjälgen omtalas första gången 1456, då en lauris i Mjelgom omnämns. Den by Myelgom som finns angiven redan 1325 och i viss litteratur identifierats med Mjälgen i Leksand är nuvarande Mjälga i Borlänge eller Mjälgen i Gagnef. Ett belägg från 1440 kan avse Leksand eller Gagnefs Mjälgen. I Skattelängden 1539 anges 9 skattebönder i byn. 1549 hade dock böndernas antal minskat till 4. Två av de gamla bönderna återfinns nu under Rälta och en under den försvunna byn "Åckra". Av de 4 namnen är två nya, det ena har stått under "Härad" och ett under "Ovanhaga", även det en försvunnen by. Byarnas förflyttning från ett läge vid Dalälven och allt längre västerut har gjort byarna ganska instabila. 1571 fanns 6 skattebönder i Mjälgen, 1668 upptas 8 hushåll, medan en karta från samma år har 7 gårdstecken i Mjälgen.
1766 anger mantalslängden 16 hushåll i Mjälgen, som 1830 hade ökat till 30. 1896 upptar mantalslängden 41 hushåll. På 1920-talet skall byn ha haft ett 30-tal gårdar, varav många fortfarande ofärgat gråa. Idag är dock de flesta husen i byn rödfärgade.